# おかしなふたり
『おかしなふたり』は、フジテレビで2006年に放送されたテレビドラマ。新春ドラマスペシャルとして2夜連続（2006年1月3日（火）25:05 - 26:10、1月4日（水）24:25 - 25:30）で放送された。全4話（2話ずつ放送）。大泉洋のテレビドラマ初主演作。プロデューサーは後に大泉の妻となる、中島久美子。

## ストーリー
5年前に別れた妻との間の子供を1ヶ月預かることになった桜木直。子供と元妻に見栄を張ろうと嘘をついたり、5年間の空白を埋めようと父親らしいことをしようとする。

## 主なキャスト
桜木直：大泉洋
大学在学中にイベント会社を設立し成功する。当時の口癖は「ウハウハだよ」
結城文枝と学生結婚し、直文が生まれるが、その後会社が倒産。離婚。親権も取られてしまう。
現在は無職で、人生がうまくいってない人達が集まるアパート、通称「復活荘」に住んでいる。
吉嶋奈津子：木村多江
復活荘の住人。男性アレルギーのある元ホステス。男性に触れると卒倒してしまう。
三田村良雄：手塚とおる
復活荘の住人。女性下着コレクター。
結城直文：広田亮平
桜木直と結城文枝の子供で、サルトルなどの哲学書を読んでいる異様に頭の良い子供。
3歳まで直と暮らしていた。直と5年振りに合うも、彼をお父さんと呼ぼうとはしない。
結城文枝：高岡早紀
桜木直の元妻。1ヶ月の海外出張のため、直文を元夫である桜木直に預ける。
大学のミス・キャンパス。
ウェイター：森崎博之
フランス料理のレストランのウェイター。
"うぃ"が口癖。
畠山社長：金田明夫
桜木直が就職しようとする不動産会社の社長。
笹山守雄：大杉漣
資格マニアの中年男性。
アロマテラピー検定1級、第1種時刻表検定、きのこアドバイザーなどに挑戦している。
ナレーション：西村雅彦

## スタッフ
- 脚本：土田英生
- プロデュース：中島久美子
- 演出：鈴木雅之
- 音楽：梅堀淳
- 制作：フジテレビ

## 放送局
- フジテレビ（関東・制作局）、仙台放送（宮城県）、テレビ新広島（広島県）、岩手めんこいテレビ（岩手県）、新潟総合テレビ（新潟県）、長野放送（長野県）：2006年1月4日１:05 - 2:10（3日深夜）、1月5日 0:25 - 1:30（4日深夜）[3]
- 北海道放送（北海道）：2006年1月14日、2月1日[4]
- 山形さくらんぼテレビ（山形県）：2006年2月4日１:05 - 2:10（3日深夜）、2月5日 0:25 - 1:30（4日深夜）[3]
- フジテレビ721（日本全国）：2006年2月4日20:00 - （「おかしなふたり 特別版」として、本編全4話とメイキング特番を放送）[3]
- 富山テレビ（富山県）：2006年2月29日 0:40 -  、2006年3月2日 0:40 -  [5]